# Ariel Florencia Richards
Ariel Florencia Richards Echeverría (Santiago, 19 de abril de 1981) es una escritora e investigadora de artes visuales chilena.Su obra aborda temáticas como el archivo, el arte y la relación con el cuerpo, además de su historia personal como mujer trans.

## Biografía
Estudió diseño en la Pontificia Universidad Católica de Valparaíso y posteriormente Estética en la Pontificia Universidad Católica de Chile. En 2010, obtuvo una Beca Bicentenario para estudiar el Magíster en Escritura Creativa en la Universidad de Nueva York, ciudad en la que vivió por tres años.
Actualmente es colaboradora permanente del sitio de arte contemporáneo Artishock y se encuentra cursando un doctorado en Artes en la Pontificia Universidad Universidad Católica, donde investiga las relaciones en performance, género y archivo.

## Carrera literaria
Richards ha trabajado como editora cultural de distintos medios impresos chilenos, incluyendo la desaparecida revista Viernes, la revista ED y la revista Paula, donde trabajó como subeditora de contenidos digitales entre 2018 y 2021.
En 2009 editó la antología El laberinto del topo (Cuarto Propio), que reúne la obra del poeta chileno Alfonso Echeverría, mientras que en 2015 publicó el poemario Trasatlántico.
En 2016 publicó su primera novela titulada Las olas son las mismas, publicada en Chile por la editorial Libros de la mujer rota y seis años más tarde en España y Argentina por Paripé Books.
En 2023 lanzó su segunda novela Inacabada (Alfaguara), la primera publicación con su nuevo nombre legal y donde aborda, desde la ficción y la autobiografía, la relación con su nueva identidad de género. Por esta, obtuvo el Premio a la Mejor Novela entregada por el Ministerio de las Culturas, Las Artes y el Patrimonio.
A finales del 2024 publicó el libro Gordon Matta-Clark. Contra viejas superficies (Metales Pesados), un cruce entre ensayo, novela y crónica a propósito de su residencia de investigación doctoral en el Canadian Centre for Architecture, en Montreal, Canadá. Ahí está resguardado el CP138, que es como se conoce el archivo de Gordon Matta-Clark. El libro ha sido descrito como una ficción de archivo, término que alude a aquellas narrativas híbridas que transforman los documentos archivísticos en motores narrativos.

## Carrera académica
Trabaja principalmente como investigadora de artes visuales. Está asociada al Centro de Documentación y Archivo de arte contemporáneo latinoamericano Il Posto, donde ha dado numerosas presentaciones y charlas. También se desempeña como académica en distintas universidades chilenas, es profesora investigación del Magíster en Arquitectura de la Pontificia Universidad Católica de Chile y hace clases de escritura y extensión en la Facultad de Arte, Arquitectura y Diseño de la Universidad Diego Portales.

## Vida personal
En 2018 se declaró mujer transgénero y cambió su nombre por Ariel Florencia Richards. En 2021 la portada de la reedición de su primera novela Las olas son las mismas muestra tanto su nombre original como su nombre actual en portada.

## Obra

### Poemas
- 2015: Trasatlántico

### Novelas
- 2016: Las olas son las mismas
- 2023: Inacabada

### Ensayos
- 2024: Gordon Matta-Clark. Contra viejas superficies